# Zlatohorský rybník
Zlatohorský rybník je rozlohou největší vodní nádrží na Vlašimské Blanici u obce Kamberk, jeho délka je asi 800 m a rozkládá se na říčním km 43 až 42 řeky Blanice. Jeho hráz je 3 metry vysoká a tvoří přirozený přepad vody při zvýšeném průtoku řeky. Pod touto hrází mají vodáci za příznivých průtoků, tj. v zimních až jarních měsících při tání sněhu, možnost zahájit plavbu na Blanici až do Vlašimi, popřípadě až k ústí Blanice do Sázavy. Rybník je využíván především k chovu ryb a rybolovu, není vhodný na klasickou rekreaci u vody.

## Galerie

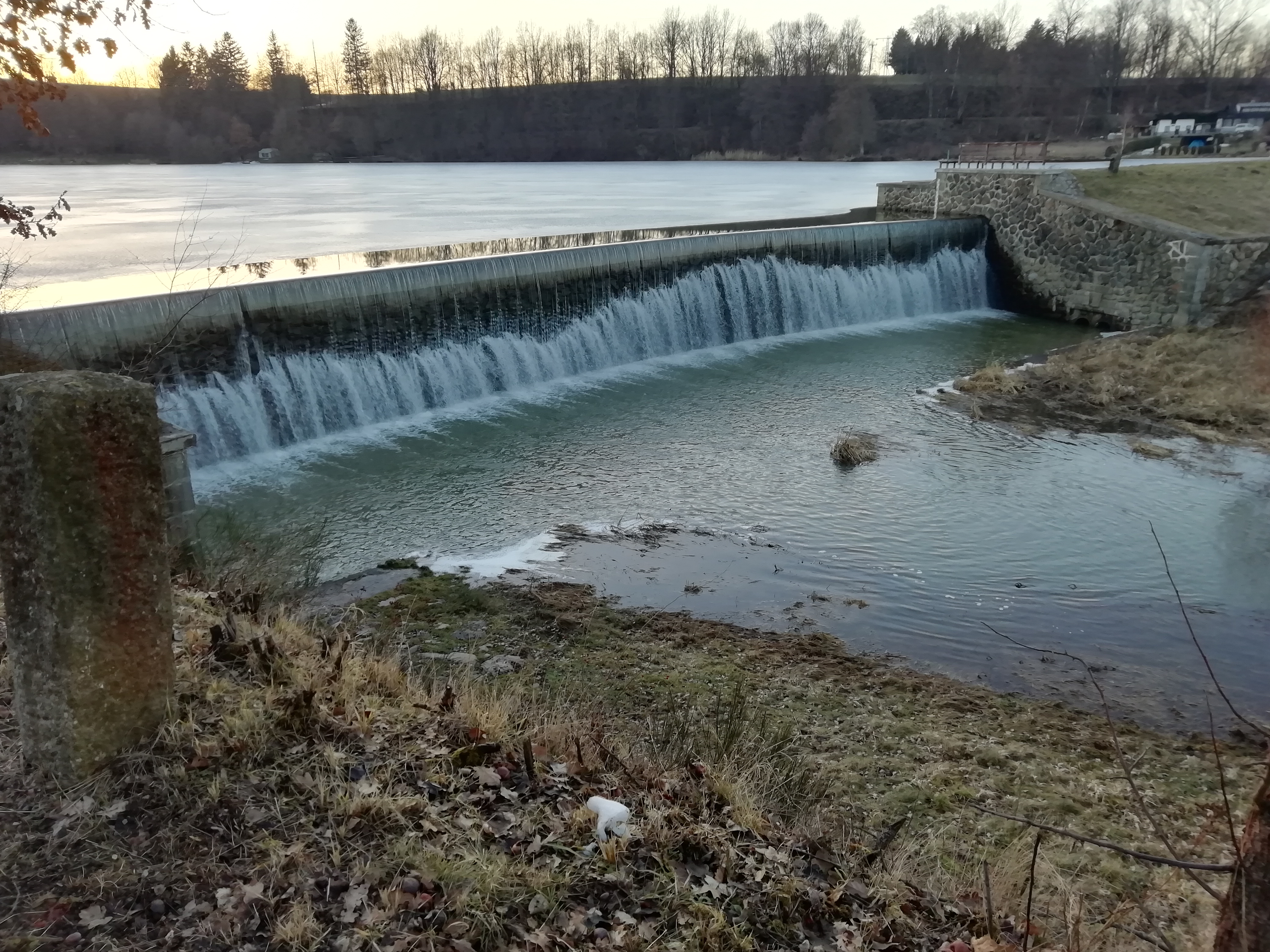
Přepad (zima 2019)
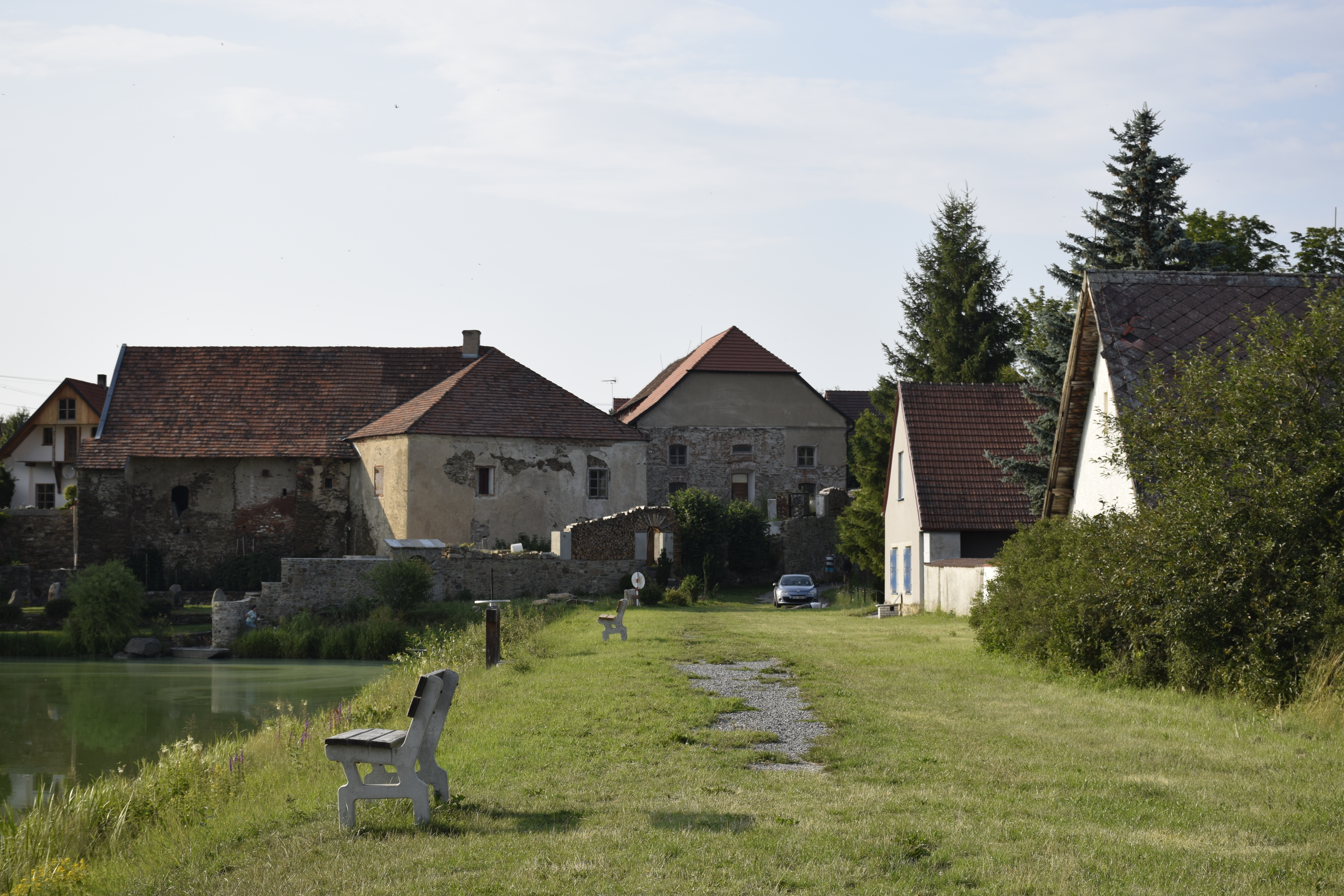
Hráz (léto 2019)
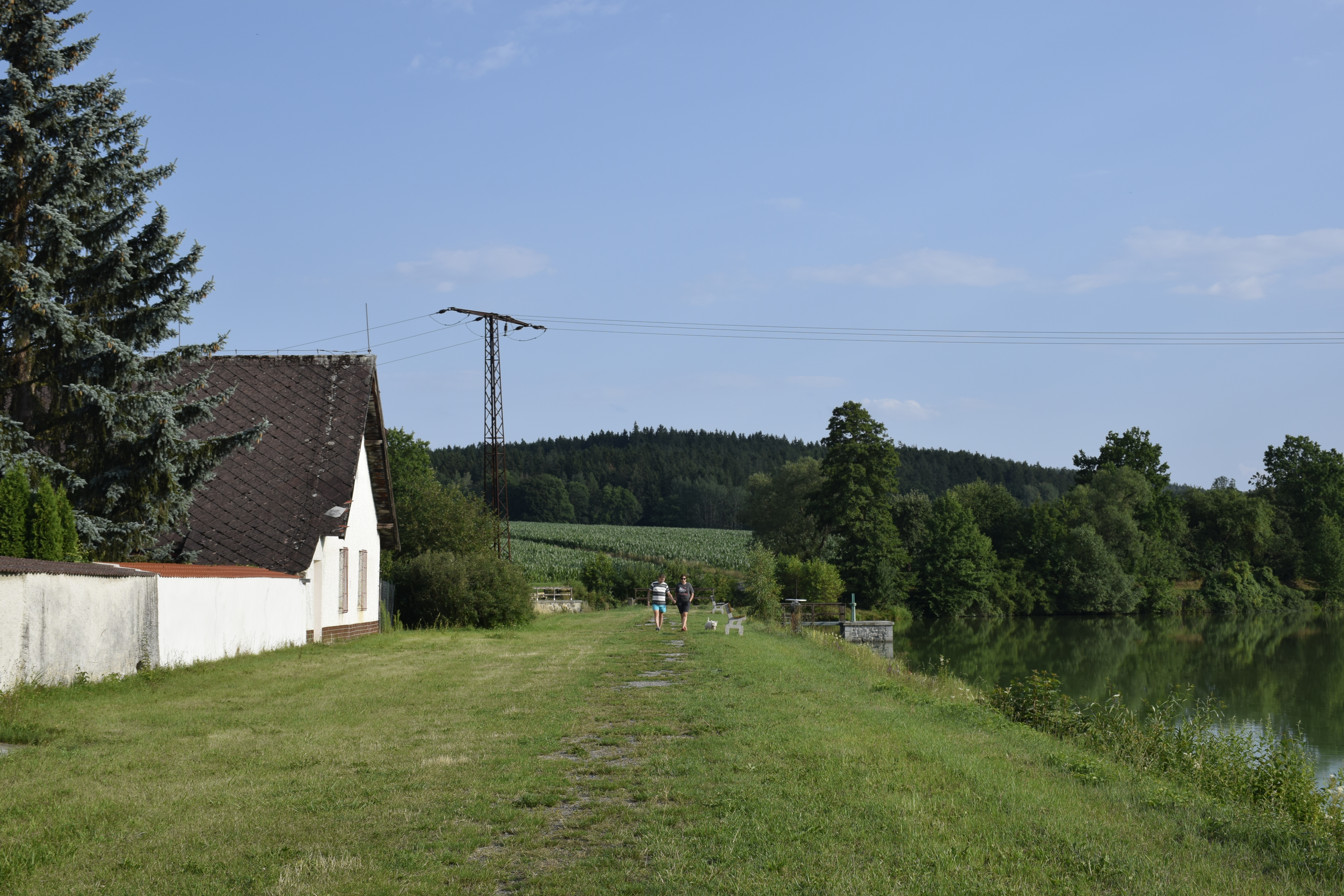
Hráz, pohled na druhou stranu